# Евктемон
Евктемон (дав.-гр. Εὐκτήμων; близько 430 до н. е.) — давньогрецький астроном. Разом з Метоном Афінським один з перших астрономів, чиї записи спостережень збереглися до сьогодні. Визначив час сходу Плеяд, за свідченням Птолемея, займався спостереженням кількох сонцестоянь. Першим встановив нерівність пір року: тривалість весни за Евктемоном становить 93 дні (насправді, на епоху V століття до н. е. 94,1 дні), а літа 90 днів (92,2), осені 90 днів (88,6), зими 92 дня (90,4).
Разом з Метоном він встановив у Афінах так званий вічний календар, який був виготовлений з каменю або дерева. Цей календар (Parapegma) окрім асторономічних даних містив інформацію про погоду на кожен день року.
Евктемон відомий також як географ. Він описав, зокрема, Гібралтарську протоку.
На честь Евктемона названо один з кратерів Місяця.